# 赞比亚
赞比亚共和国（英語：Republic of Zambia），也稱尚比亞（英語：Zambia），是非洲東南部的一個內陸國家。与刚果民主共和国、坦桑尼亚、马拉维、莫桑比克、津巴布韦、博茨瓦纳、纳米比亚和安哥拉相邻。首都是卢萨卡。

## 历史
二千年以前，赞比亚本地居民就已不断被外来居民吸收与融合。15世纪来，说班图语的居民开始进入赞比亚，且在17世纪至19世纪时达到高峰。19世纪中叶，欧洲殖民者及传教士开始进入当地。
1888年，英国殖民者塞西爾·羅德斯从当地酋长手上取得了开矿权。同年，英国当局建立了南羅德西亞及北羅德西亞（分别為今津巴布韦與贊比亞）。1924年，北罗德西亚成为由英国殖民官员统治下的保护地。1953年，南北罗德西亚与尼亚萨兰（今马拉维）合并，组成罗德西亚与尼亚萨兰联邦（又称中非联邦）。1962年的联邦选举中，非洲人赢得了大多数立法委员会的席位。随后，立法委员会通过决议，呼吁北罗德西亚脱离联邦，并要求更广泛的自治民主权和公民权。1963年，中非联邦正式解散。1964年10月24日，北罗德西亚脱离英国独立，改称為赞比亚共和国。
独立初期，赞比亚处境较为艰难。当时其中四个邻国——罗德西亚、南非管治下的西南非，以及葡萄牙殖民地葡属东非（今莫桑比克）與葡属西非（今安哥拉）都处于白人统治之下。由于赞比亚支持非洲南部各国的黑人政治团体，使得該國與罗德西亚間的关系紧张，最终两国边界更因而关闭。
贊比亞實施民主化政治，積極的社會政策與豐富的礦藏（尤其是銅礦）帶來的財富讓贊比亞擁有非洲大部分地區難得一見的開發水準。2006年9月28日，总统和议会选举举行。10月2日，首席大法官宣布，利维·姆瓦纳瓦萨获得连任。多党民主运动获得议会150个席位中的70席，爱国阵线获得36席，统一民主联盟获得26席。

## 政治
赞比亚实行总统制，2011年9月，来自爱国阵线的迈克尔·萨塔击败了多党民主运动的鲁皮亚·班达，当选第五任总统。
单院制的尚比亞國民議會共有158席，其中150个通过民主选举产生，8个由总统指定产生。爱国阵线、多党民主运动和国家发展统一党是目前国会里最主要的三大党。
由中央派出的部长级官员到全国9个省份，行使省长权力。
最高法院是最高司法机构，受理上诉案件。最高法院下设高级法院、地区法院。

### 外交
建国5天后的1964年10月29日，與中華人民共和國建交。

### 行政区划

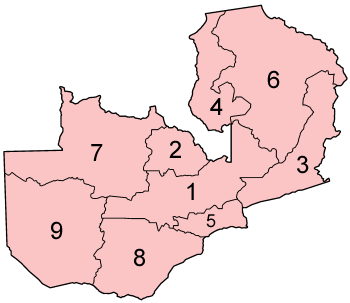
赞比亚各省位置图

全国划分为9个省，省下设68个县。
| #  | 省份名称   | 英语原文 | ISO 3166-2 | 面积（km²） | 人口      | 首府     |
| -- | ---------- | -------- | ---------- | ----------- | --------- | -------- |
| 1  | 中央省     |          |            | 94,395      | 1,012,257 | 卡布韦   |
| 2  | 铜带省     |          |            | 31,328      | 2,542,132 | 恩多拉   |
| 3  | 东部省     |          |            | 69,106      | 1,961,269 | 奇帕塔   |
| 4  | 卢阿普拉省 |          |            | 50,567      | 991,927   | 曼萨     |
| 5  | 卢萨卡省   |          |            | 21,898      | 1,391,329 | 卢萨卡   |
| 6  | 北部省     |          |            | 147,826     | 1,258,696 | 卡萨马   |
| 7  | 西北省     |          |            | 125,827     | 583,350   | 索卢韦齐 |
| 8  | 南部省     |          |            | 85,283      | 1,212,124 | 利文斯顿 |
| 9  | 西部省     |          |            | 126,386     | 765,088   | 芒古     |
| 10 | 穆欣加省   |          |            | 126,386     | 765,088   | 歆萨利   |

## 地理

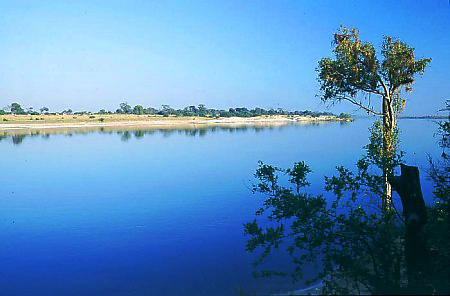
尚比亞西北省內的贊比西河

### 疆域
赞比亚是一个内陆国家，大部份土地处于海拔1000－1500米的高原上，最高点海拔1774米，亦有丘陵和山地。
赞比西河是第一大河，横贯南部边境，有著名的莫西奧圖尼亞瀑布（维多利亚瀑布）。

### 气候
全境基本属于热带草原气候，年降水量600－1500毫米，每年10月到次年4月为雨季。

### 城镇

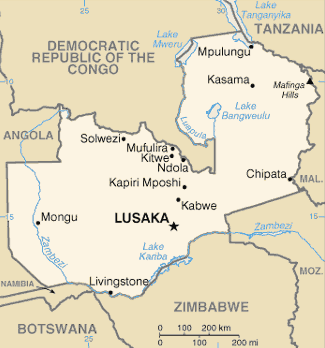
赞比亚地图

- 姆韦鲁湖（Lake Mweru）
- 班韦卢湖（Lake Bangwelu）
- 姆巴拉（Mbala）
- 卡萨马（Kasama）
- 姆皮卡（Mpika）
- 钦戈拉（Chingola）
- 基特韦（Kitwe）
- 恩多拉（Ndola）
- 卡布韦（Kabwe）
- 卢萨卡（Lusaka）首都
- 芒古（Mongu）
- 穆洛贝齐（Mulobezi）
- 卡里巴水庫（Lake Kariba）
- 马兰巴（former name: Maramba）

## 語言
赞比亞的官方語言是英語，英語也是赞比亞商業與教育的主要中介語言。不過除此之外，赞比亞據稱有超過70種的語言，儘管其中的一些可能是其他語言的方言。
有七種當地語言有某種程度的官方地位。它們分別如下：
- 本巴語（Bemba language，於北部省、卢阿普拉省與铜带省）
- 尼昂家語（Nyanja language，於东部省與卢萨卡省）
- 東家語（Tonga language，於南部省）
- 羅子語（Lozi language，於西部省）
- 卡昂多語（Kaonde language）
- 盧瓦來語（Luvale language）
- 隆打語（Lunda language，於西北省）

這七種語言在尚比亞與英語一同做為早期基本教育和一些政府出版物用的語言。
在2000年時，尚比亞最多人講的語言為本巴語（Bemba，大約50%的人以之為第一或第二語言），其次為尼昂家語（Nyanja，大約37%的人使用）、東加語（Tonga，大約15%的人使用)和羅子語（大約11%的人使用）等。

## 文化
赞比亚的文化图腾为飞翔的雄鹰，在国旗及国内各地的建筑物上均可见到。

## 人口
| 年份 | 人口      | ±%     |
| ---- | --------- | ------ |
| 1911 | 821,536   | —      |
| 1921 | 983,835   | +19.8% |
| 1931 | 1,344,447 | +36.7% |
| 1946 | 1,683,828 | +25.2% |
| 1951 | 1,930,842 | +14.7% |
| 1956 | 2,172,304 | +12.5% |
| 1963 | 3,490,540 | +60.7% |

| 年份        | 人口       | ±%     |
| ----------- | ---------- | ------ |
| 1969        | 4,056,995  | +16.2% |
| 1980        | 5,661,801  | +39.6% |
| 1990        | 7,383,097  | +30.4% |
| 2000        | 9,885,591  | +33.9% |
| 2010        | 13,092,666 | +32.4% |
| 2015 (est.) | 16,212,000 | +23.8% |

| 年份 | 人口      | ±%     |
| ---- | --------- | ------ |
| 1911 | 821,536   | —      |
| 1921 | 983,835   | +19.8% |
| 1931 | 1,344,447 | +36.7% |
| 1946 | 1,683,828 | +25.2% |
| 1951 | 1,930,842 | +14.7% |
| 1956 | 2,172,304 | +12.5% |
| 1963 | 3,490,540 | +60.7% |

| 年份        | 人口       | ±%     |
| ----------- | ---------- | ------ |
| 1969        | 4,056,995  | +16.2% |
| 1980        | 5,661,801  | +39.6% |
| 1990        | 7,383,097  | +30.4% |
| 2000        | 9,885,591  | +33.9% |
| 2010        | 13,092,666 | +32.4% |
| 2015 (est.) | 16,212,000 | +23.8% |

|  | 由于技术原因，此旧版图表已停用，並須迁移至新版图表。造成您的不便，我們深表歉意。 |

赞比亚人口主体由约70个比例班图语族的族裔构成。英语为官方语言，通用英语及本巴、尼昂家等当地语言。
主要宗教及國教为基督教。
英国人和南非人是主要侨民，约有1万5千人，主要居住在首都卢萨卡。亚裔较少，主要是印度裔。

## 经济

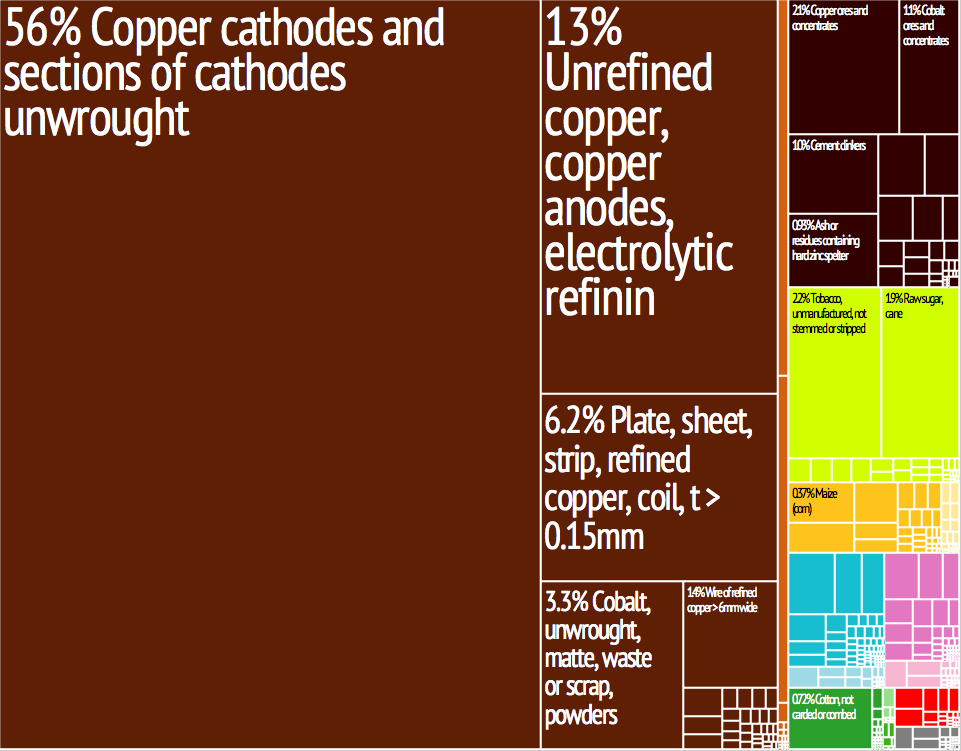
以28种颜色分类描述此国的产品出口，每种颜色盒代表一类产品

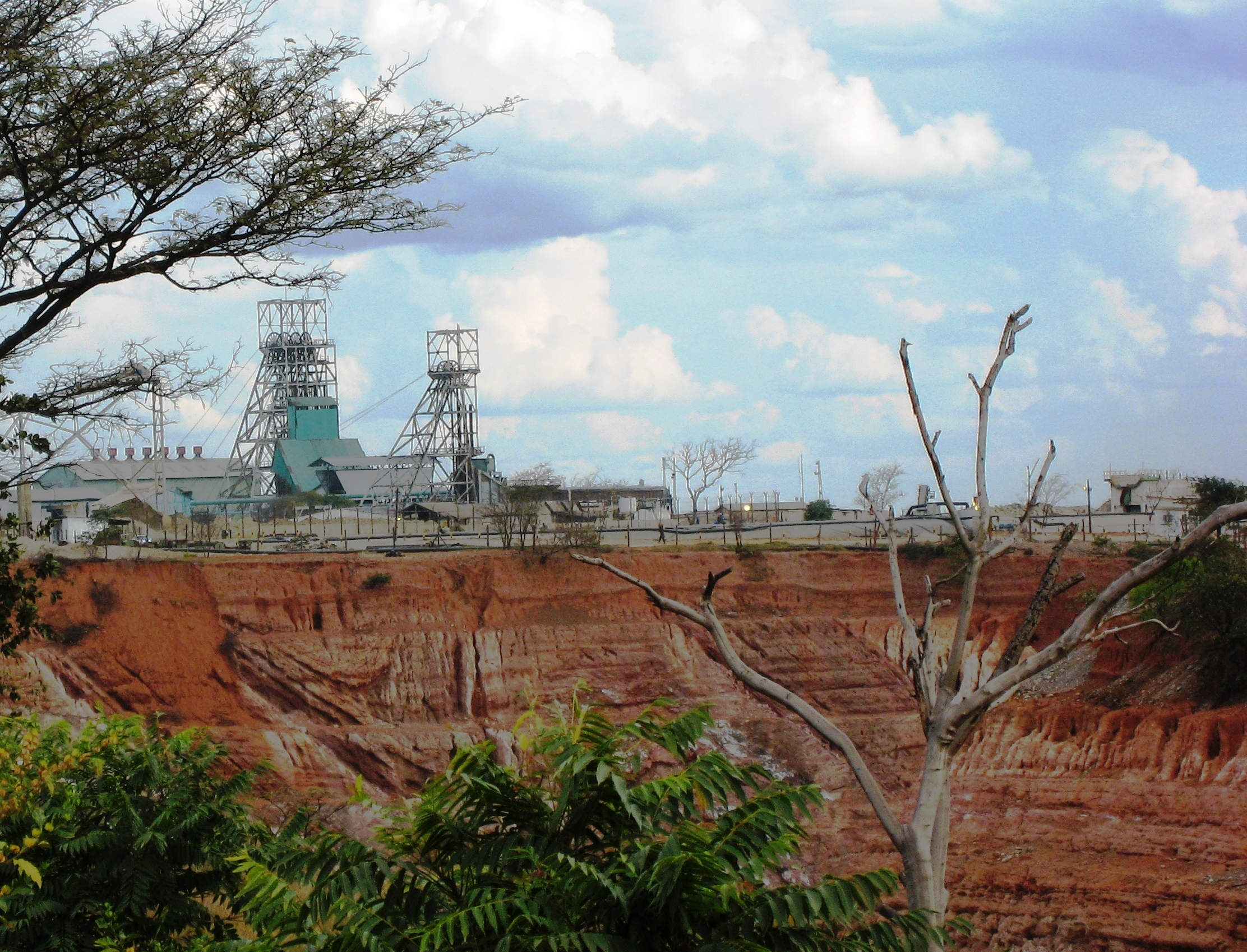
位于基特韦的一处大型铜矿开采地

赞比亚是撒哈拉南部城市化程度较高的国家，一千万人口中约有一半的人口居住在城市内。相比周圍各國，赞比亚有良好的基礎設施和交通。
赞比亚历来以铜矿为支柱产业。但由于国际市场铜矿价格下降和缺少投资等因素，铜产量逐年下降，1998年降到了30年来最低点。2001年政府实行了铜产业私有化后，铜矿开始回升，加上近年国际铜价，带动铜矿业的收入增加。赞比亚经济复苏。据其政府数据，2008年赞比亚人均收入已超过一千美元，基本脱离世界最贫困国家行列。
农业产值占国民生产总值的百分之二十左右。玉米是主要出口和粮食作物。农业潜力较大，全国可耕种地只有约20%被开垦。花卉业是农业中发展较快的新兴产业。
赞比亚在过去被列为最不发达国家而不是发展中国家。然而在2014年的人类发展指数报告中，赞比亚的人类发展指数已达到中等水平，这就意味着赞比亚已经逐漸发展成为一个发展中国家。

### 资源
贊比亞經濟歷來以銅礦業為基礎。由於投資不足、銅價低迷以及私有化的不確定性導致產量下降，30年後的1998年，贊比亞銅產量已下降至228,000公噸的低位。2002年，在該行業私有化之後，銅產量反彈至337,000公噸。世界銅市場的改善放大了這一數量，並增加對其收入和外匯收入的影響。
2003年，非金屬出口增長了25%，佔出口總收入的38%，此前為35%。贊比亞政府最近一直向國際資源公司發放許可證，以尋找鎳、錫、銅和鈾等礦物。人們希望鎳取代銅作為贊比亞的最大金屬出口地位。2009年，贊比亞受到世界經濟危機的嚴重打擊。

## 交通
坦赞铁路是联络坦桑尼亚原首都和海港三兰港以及赞比亚中部城市卡皮里姆波希的一条铁路，该铁路建于1970年至1975年。铁路由中华人民共和国政府借款建造，以帮助铜矿而又地处内陆的赞比亚的出口线路不必经过罗得西亚（今津巴布韦）、莫桑比克和南非、安哥拉。坦赞铁路也是中华人民共和国迄今为止最大的成套援外项目之一。

## 旅游
赞比亚的旅游资源主要包括：

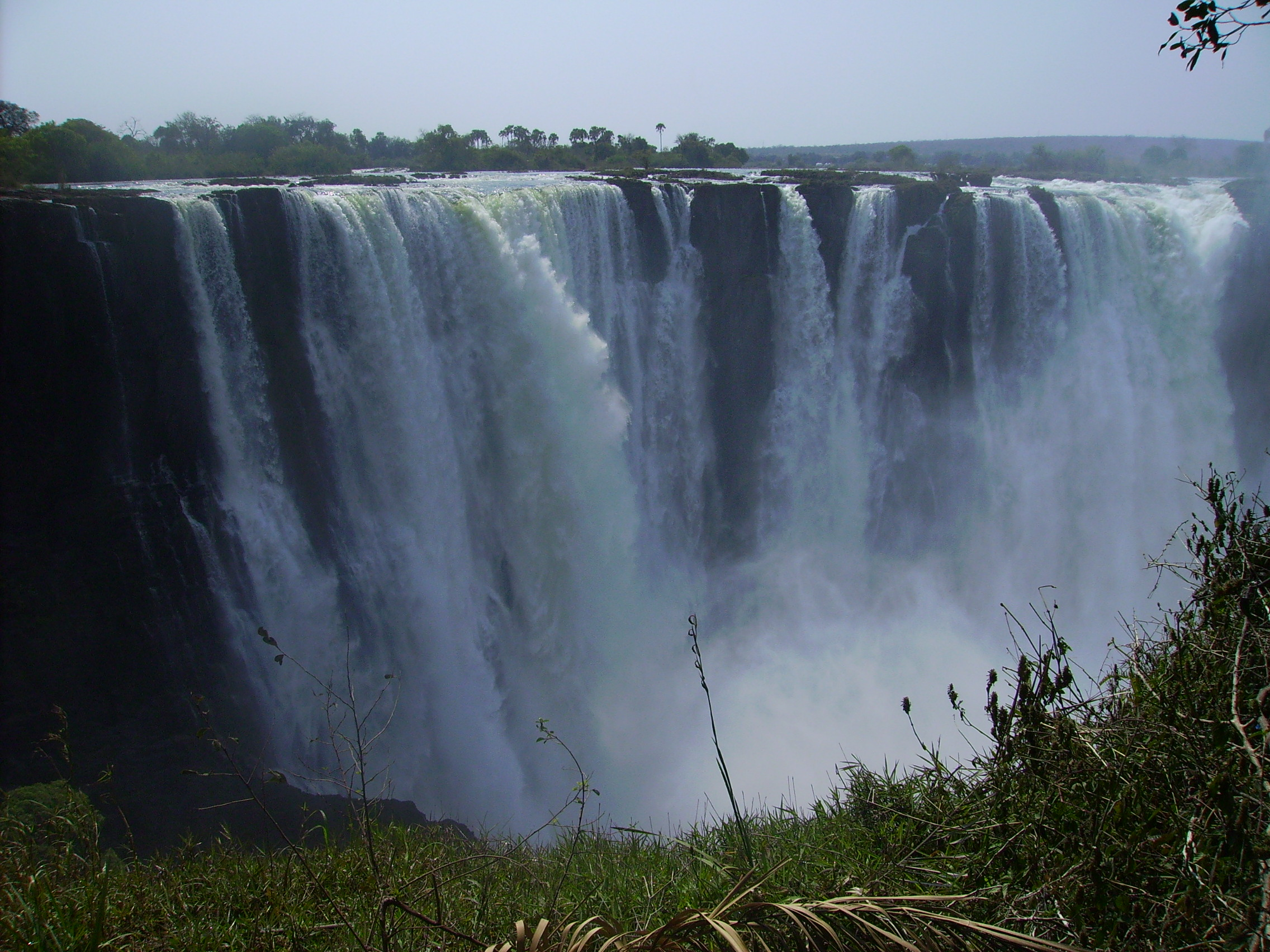
位於尚比亞與辛巴威邊界上的莫西奧圖尼亞瀑布

- 世界七大奇观之一莫西奧圖尼亞瀑布（维多利亚大瀑布）；
- 卡富埃国家野生公园；
- 下赞比西河风景区；
- 南卢安瓜国家野生公园。

## 外部連結
- （英文）尚比亞政府網站（页面存档备份，存于）
- （英文）拜訪尚比亞（页面存档备份，存于）
- 《世界概况》上有关Zambia的条目
- 中的“赞比亚”
- 維基媒體的Zambia地圖集
- 维基导游上有關赞比亚的旅行指南